# Sumatrawaldrebhuhn
Das Sumatrawaldrebhuhn (Arborophila orientalis), auch Sumatrabuschwachtel und Weißgesicht-Buschwachtel genannt, ist eine Art der Waldrebhühner (Arborophila) aus der Familie der Fasanenartigen (Phasianidae).

## Merkmale und Taxonomie
Das Sumatrawaldrebhuhn, wie andere Waldrebhühner, hat die allgemeine rundliche bis ovale Körperform. Es ist größtenteils grau, mit Balkenmustern am unteren Rücken und am Schwanz. Seine Krone und sein Nacken sind ebenfalls schwarz, mit einer charakteristischen weißen Stirn, Wangen und Kehle. Der Schnabel ist schwarz und die Beine sind rot.
Einige haben die Beziehungen zwischen dem Sumatrawaldrebhuhn, der Orangebrustbuschwachtel (A. rolli) und der Malaienbuschwachtel (A. campbelli) bestritten, wobei einige Quellen sowohl die Orangebrustbuschwachtel als auch die Malaienbuschwachtel als Unterarten des Sumatrawaldrebhuhns in Betracht ziehen, während in anderen Fällen als eigenständige Arten.

## Verbreitungsgebiet und Gefährdung
Die von Horsfield gesammelte und beschriebene Holotyp-Population findet sich in den montanen Regenwäldern des Tapal Kuda-Gebiets (wörtlich auf Deutsch 'Hufeisen') auf der Insel Java, Indonesien. Derzeit wurden Sichtungen hauptsächlich von Vogelbeobachtungs-Hotspots wie Kawah Ijen in Banyuwangi gemeldet.
Die International Union for Conservation of Nature (IUCN) stuft die Art als gefährdet („vulnerable“) ein. Ihr Bestand wird auf etwa 10.000 bis 19.000 erwachsene Tiere geschätzt. Geeignete Lebensräume der Waldrebhühner nehmen aufgrund von Entwaldung und Waldfragmentierung in Ost-Java ab. Darüber hinaus stellen auch die Wilderei für den lokalen Tierhandel und die lokale Wildjagd eine Bedrohung dar.

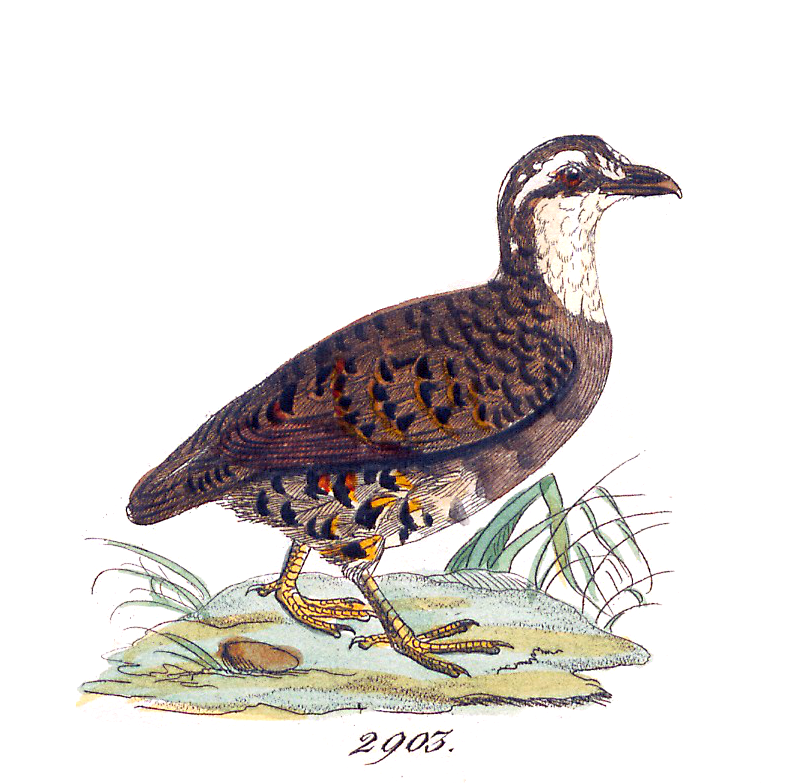
Zoologische Ikonographie aus den Sondersammlungen der Universität van Amsterdam